# Pawel Iwanowitsch Woiloschnikow
Pawel Iwanowitsch Woiloschnikow (russisch Па́вел Ива́нович Войлошников; * 10. Januar 1879 in Zagan-Olui, Russisches Kaiserreich; † 19. November 1938 in Irkutsk, Russische SFSR) war ein russischer Sportschütze.

## Erfolge
Pawel Woiloschnikow nahm an den Olympischen Spielen 1912 in Stockholm in vier Wettbewerben teil. Mit der Freien Pistole kam er in der Einzelkonkurrenz nicht über den 34. Platz hinaus. Mit der Mannschaft verpasste er dagegen knapp einen Medaillengewinn, mit nur drei Punkten Rückstand auf die Briten reichten die insgesamt 1801 Punkte der russischen Mannschaft lediglich für den vierten Rang. Im Wettbewerb mit der Schnellfeuerpistole auf die 30-Meter-Distanz belegte er im Einzel den 24. Rang. In der Mannschaftskonkurrenz mit dem Armeerevolver war Woiloschnikow mit 270 Punkten der drittbeste Schütze der russischen Mannschaft, mit der er den zweiten Platz hinter der schwedischen und vor der britischen Mannschaft erreichte. Neben Woiloschnikow sicherten sich Mykola Melnyzkyj, Heorhij Pantelejmonow und Amos Kasch den Gewinn der Silbermedaille.